# Platja de Holkham
Platja de Holkham (en anglès, Holkham Beach) és un paratge protegit banyat per les aigües del mar del Nord, a poca distància del poble que li deu el nom, Holkham, a nord del comtat de Norfolk, Regne Unit. Va ser qualificada per la publicació Condé Nast Traveler com una de les 6 millors platges del Regne Unit.
L'accés és per la carretera A149, coneguda com The Coast Road fins Lady Anne Road, on surt un camí de plataformes de fusta, que travessa el bosc de pins de la reserva natural.

## Geografia
La platja és verge, de sorra daurada, ampla, solitària i molt llarga, abastant més de 6 quilòmetres i gràcies a ser un paratge protegit, manté una forma irregular i salvatge, amb diverses entrades d'aigua salada que s'endinsen a la platja, destacant especialment, la conca que dibuixa una la mitja lluna. Pel sud, està flanquejada per una extensa pineda i pantans de sal i aiguamolls. Per l'est, es veu delimitada pel port de Wells. Per la seva índole d'espai protegit, no es pot realitzar cap activitat que posi ne risc la flora o fauna, com ara les barbacoes. La presència de gossos, també lligats, està prohibida en algunes zones de la mateixa.

Les marees tenen un efecte molt notable sobre la platja. Gràcies a la seva ubicació i gran longitud, resulta un paratge excel·lent per observar tant postes de sol (platja aquest), com les postes de sol (platja oest).

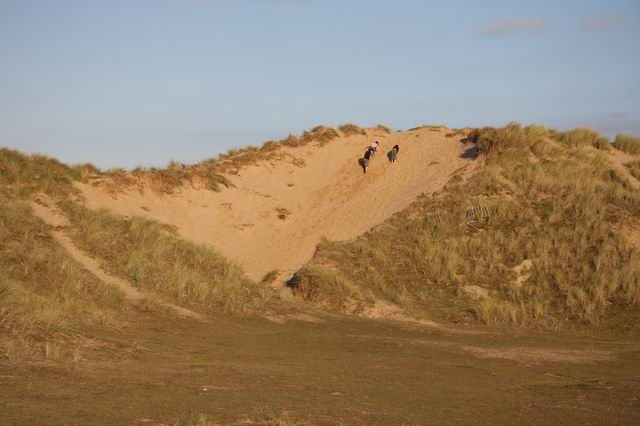
Dunes formades a la platja.
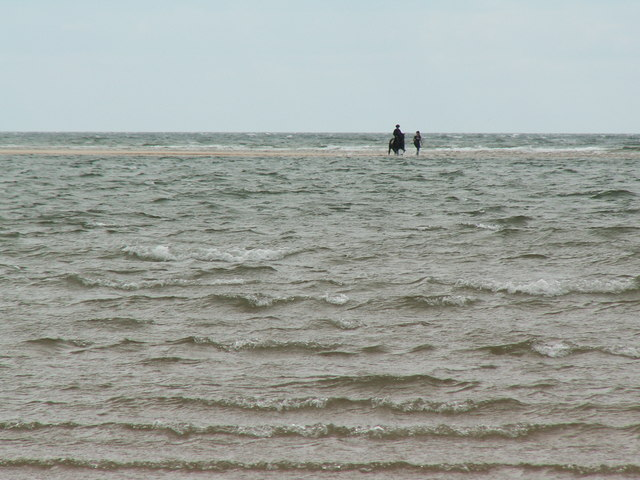
Poca profunditat del mar.
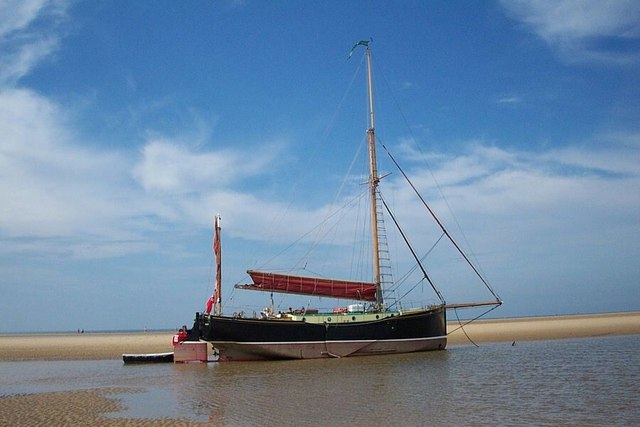
Efectes de la marea.
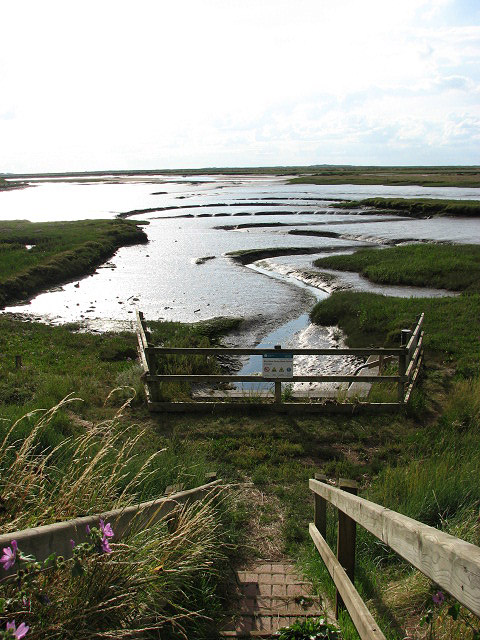
Salmorres.
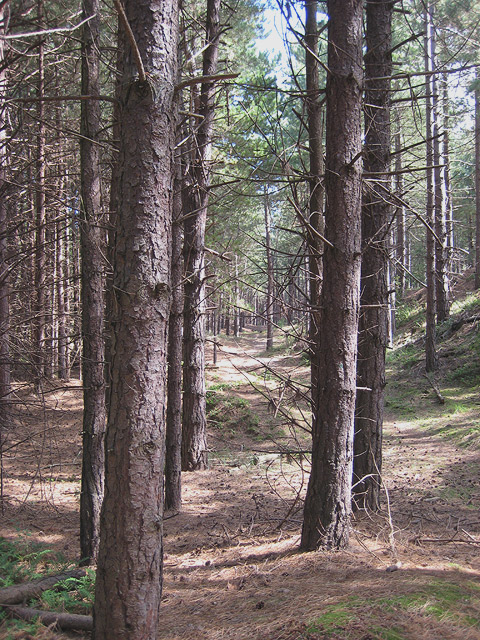
La densa pineda que delimita la platja pel sud.

## Fauna i flora salvatge

### Fauna
La fauna salvatge, especialment les aus, és abundant amb zones mot variades que atrauen diferents animals, des de la gran platja verge, el bosc de pins i els aiguamolls que serveixen com a refugis a diferents espècies d'ànecs i oques. Les colònies d'aus són nombroses, tant les residents com les migrants que arriben d'altres països d'Europa, esdevenint un destí rellevant per a l'observació d'aus com a actiu de turisme ornitològic. Un dels moments més destacats, és quan es reuneixen milers d'oques de bec curt (Anser brachyrhynchus), podent arribar fins als 50.000 exemplars; un espectacle natural que es repeteix des que es va registrar a principis de 1800 fins que va arribar la Segona Guerra Mundial i la platja es va usar com a camp de tir, fet que va provocar que les oques es no tornessin a anar a aquesta zona fins passats 30 anys, a principis dels anys 1990.
En la pineda que segueix en paral·lel la platja, a més de petits passeriformes, també alberga una colònia d'esquirols vermelle.

### Flora
En les aigües que banyen la platja, destaquen plantes aquàtiques com zostera marina, mentre que a terra, en els límits de la platja, tocant la pineda, destaquen la cirialera herbàcia, canyametes i limonium binervosum.

## Localització
A causa de la singularitat de la platja i el fet d'estar envoltada per un parc natural, ha propiciat que diferents directors de fotografia la triessin com localització, és a dir, un escenari de filmació exterior. Entre les produccions realitzades més destacades, destaquen les següents:
- 2018: Annihilation dirigida per Alex Garland.[9]
- 2012: The Avengers, dirigida per Joss Whedon.[4]
- 1998: Shakespeare in Love, dirigida per John Maden.[9]
- 1976: The Eagle Has Landed, dirigida per John Sturges.[4]